# Craspedoxantha marginalis
Craspedoxantha marginalis är en tvåvingeart som först beskrevs av Christian Rudolph Wilhelm Wiedemann 1818.  Craspedoxantha marginalis ingår i släktet Craspedoxantha och familjen borrflugor. Inga underarter finns listade i Catalogue of Life.